# حرمانيات الذهب
حرمانيات الذَهَب (الاسم العلمي: Achrysonini)، قبيلة حشرات خنفسية من فصيلة خنافس طويلة القرون، وتحتوي على الأجناس التالية
- محروم الذهب المختلف
- محروم الذهب
- Allogaster
- Aquinillum
- Capegaster
- Cerdaia
- Cotyachryson
- Crotchiella
- Drascalia
- Enosmaeus
- Esseiachryson
- Geropa
- Huequenia
- Icosium
- Neoachryson
- Xenocompsa